# Ponta Porã
Ponta Porã est une ville brésilienne de l'État du Mato Grosso do Sul. Sa population était estimée à 83 747 habitants en 2011. La municipalité s'étend sur 5 329 km2.

## Maires
| Période | Période | Identité      | Étiquette | Qualité |
| ------- | ------- | ------------- | --------- | ------- |
| 2009    | 2012    | Flávio Kayatt | PSDB      |         |